# Ольга Тудораке
Ольга Тудораке (рум. Olga Tudorache; 11 жовтня 1929, Ойтуз, Бакеу — 18 жовтня 2017, Бухарест) — румунська актриса театру і кіно, педагог, професор Національного університету театру і кіно «І. Л. Караджале» (з 1990).

## Біографія
У 1951 році закінчила Бухарестський театральний інститут (нині Національний університет театру і кіно «І. Л. Караджале»), працювала в Молодіжному театрі (до 1966 року), Театрі імені Костянтина Ноттара, Малому театрі (до 1978 року), Національному театрі в Бухаресті та інших.
З 1976 року викладала курс акторської майстерності в Інституті театру і кіно «І. Л. Караджале», підготувала шість поколінь акторів.
Зіграла понад 70 ролей, серед яких — роль Антігони в однойменній п'єсі Софокла, Клеопатри в «Антонії та Клеопатрі» Шекспіра, Маші в «Живому трупі» Л. Толстого, Галину Сергіївну в «Роки мандрів» О. Арбузова, комісара в «Оптимістичній трагедії» В. Вишневського, в п'єсах за творами Ежена Йонеско, Ч. Дікенса, К. Петреску, М. Бараташвілі, О. Фадєєва, П. Когоута, С. Мрожека, В. Гібсона, М. Садовяну та інших.
Знімалася в кіно, зіграла в більш ніж в 30 фільмах, в тому числі: «Тудор» (1962), «Помста гайдуків» (1968), «Бідний Іоаніде» (1979), «Незабутнє літо» (1994), «Фараон» (2004) й ін..
Впродовж своєї кар'єри Ольга Тудораке була удостоєна численних премій і нагород.

## Нагороди
- Орден Зірки Румунії I ступеня (2000)
- Королівська медаль «Nihil Sine Deo» («Ніщо без Бога»)
- Премія Спілки кінематографістів Румунії (1992)
- Премія за творчу діяльність, UNITER Awards Gala (1995)
- Диплом Opera Omnia Союзу кіновиробників (1996)
- Премія критиків за кращу жіночу роль (1997)
- Премія UNITER Awards Gala за кращу жіночу роль (1995)
- Почесний диплом артиста румунського кіно (2001)

## Вибрана фільмографія
- 1955 — Наш директор / Directorul nostru
- 1957 — Щасливий млин / La 'Moara cu noroc'
- 1959 — Таємниця шифру / Secretul cifrului
- 1962 — Тудор / Tudor — Гирбя
- 1967 — Помста гайдуків / Razbunarea haiducilor — тітонька Гаріклея
- 1968 — Викрадення дівчат / Rapirea fecioarelor
- 1970 — Міхай Хоробрий / Mihai Viteazul — мати Міхая Хороброго
- 1975 — Мастодонт / Mastodontul — Гортензія
- 1979 — Мить / Clipa
- 1979 — Пророк, золото і трансильванці — одна із дружин «пророка», мати Ісуса Навина
- 1994 — Незабутнє літо — Ворворяну
- 1996 — Капітан Конан / Capitaine Conan
- 2004 — Магнат / Magnatul — Лала